# Baryphanes microspila
Baryphanes microspila är en fjärilsart som beskrevs av Turner 1942. Baryphanes microspila ingår i släktet Baryphanes och familjen sikelvingar. Inga underarter finns listade i Catalogue of Life.